# Ivo Perišin
Ivo Perišin, hrvaški ekonomist, pedagog, politik in akademik, * 4. julij 1925, † 2008.
Od leta 1956 je bil profesor na Ekonomski fakulteti v Zagrebu. Med letoma 1965 in 1967 je bil župan Splita, 1974-78 predsednik hrvaškega Sabora.
Od leta 1977 je bil član Hrvaške akademije znanosti in umetnosti (redni od 1990).